# Alexander Kidd
Alexander Kidd – brytyjski przeciągacz liny, medalista igrzysk olimpijskich.
Kidd reprezentował Wielką Brytanię na Igrzyskach Olimpijskich 1908 odbywających się w Londynie. Był członkiem zespołu złożonego z policjantów z Liverpoolu rywalizującego w przeciąganiu liny, który pokonał kolejno reprezentacje Stanów Zjednoczonych w 1/8 finału i Szwecji w półfinale. W finałowym pojedynku liverpoolczycy zostali pokonani przez inny brytyjski zespół, złożony z funkcjonariuszy City of London Police.